# Jezainville
Jezainville är en kommun i departementet Meurthe-et-Moselle i regionen Grand Est (tidigare regionen Lorraine) i nordöstra Frankrike. Kommunen ligger i kantonen Dieulouard som tillhör arrondissementet Nancy. År 2022 hade Jezainville 1 016 invånare.

## Befolkningsutveckling
Antalet invånare i kommunen Jezainville
| Referens: INSEE |